# SpamAssassin
SpamAssassin est un logiciel libre mené par la Apache Software Foundation. Le but de ce logiciel est de filtrer le trafic des courriels pour éradiquer les courriels reconnus comme pourriels ou courriels non sollicités.
Face à l'augmentation importante du spam, ce logiciel connaît un engouement important et est adaptable sur de nombreux serveurs de courriels dont procmail, sendmail, Postfix, Exim, qmail ; il peut être installé sur la plupart des systèmes basés sur GNU/Linux, Windows et Mac OS X.
SpamAssassin est distribué gratuitement sous la licence Apache Software License, mais il est possible d'y contribuer financièrement pour encourager son développement.

## Fonctionnement
SpamAssassin est un programme (en Perl) qui fait passer un certain nombre de tests au message. En fonction du résultat de ces tests, il attribue un score au message.
Si le score dépasse un certain seuil, le courriel est alors considéré comme du Spam. SpamAssassin modifie alors le titre du message (il l'encadre par ***** SPAM *****). De plus, SpamAssassin positionne deux nouveaux en-têtes au message : X-Spam-Status et X-Spam-Level.
Ces deux en-têtes permettent alors de créer des filtres dans votre client de messagerie pour orienter le message (par exemple vers la corbeille).
Tous les messages doivent donc passer par SpamAssassin pour être traités, avant d’arriver dans leur dossier définitif.
Voici un exemple des entêtes ajoutés à un message filtré par SpamAssassin :
```
X-Spam-Level:
 
*********
X-Spam-Status:
 
Yes,
 
score
=
9
.0
 
required
=
5
.0
 
tests
=
BAYES_99,FROM_EXCESS_BASE64,

	
FR_HOWTOUNSUBSCRIBE,FR_SPAMISLEGAL,FR_SPAMISLEGAL_2,HK_RANDOM_ENVFROM,

	
HTML_IMAGE_RATIO_04,HTML_MESSAGE,UNPARSEABLE_RELAY
 
autolearn
=
no
 
version
=
3
.3.1
X-Spam-Report:
 

	
*
 
3
.5
 
BAYES_99
 
BODY:
 
Bayes
 
spam
 
probability
 
is
 
99
 
to
 
100
%

	
*
      
[
score:
 
1
.0000
]

	
*
 
0
.0
 
HK_RANDOM_ENVFROM
 
Envelope
 
sender
 
username
 
looks
 
random

	
*
 
1
.0
 
FR_SPAMISLEGAL_2
 
BODY:
 
French:
 
droit
 
d
 
acces
 
de
 
modification
 
de

	
*
 
rectification

	
*
 
2
.0
 
FR_HOWTOUNSUBSCRIBE
 
BODY:
 
French:
 
how
 
to
 
unsubscribe

	
*
 
1
.0
 
FR_SPAMISLEGAL
 
BODY:
 
French:
 
Conformement
 
ou
 
En
 
vertu....la
 
loi

	
*
 
0
.6
 
HTML_IMAGE_RATIO_04
 
BODY:
 
HTML
 
has
 
a
 
low
 
ratio
 
of
 
text
 
to
 
image
 
area

	
*
 
0
.0
 
HTML_MESSAGE
 
BODY:
 
HTML
 
included
 
in
 
message

	
*
 
1
.0
 
FROM_EXCESS_BASE64
 
From:
 
base64
 
encoded
 
unnecessarily

	
*
 
0
.0
 
UNPARSEABLE_RELAY
 
Informational:
 
message
 
has
 
unparseable
 
relay
 
lines

```

On remarque qu'il y a 9 étoiles dans l'entête X-Spam-Level qui correspondent bien à un score global de 9.0 (>=9 et <10) affiché en second argument de l'entête X-Spam-Status. Suivent sur cette même ligne, la limite requise, par défaut de 5.0, fixée pour qualifier ce message de Spam (Yes) ainsi que la liste des différents tests qui ont contribué à modifier ce score global.
L'entête X-Spam_Report donne la quantification des différents scores ainsi qu'un message d'explication.
On remarque sur cet exemple que le score le plus important, 3.5, est rapporté par le test de Bayes. C'est en effet par l'apprentissage d'au moins 200 messages qualifiés manuellement par vous-même de spam et de 200 messages qualifiés de non-spam (ham) que cette probabilité sera calculée et qu'on lui affectera un score, ici de 3.5 mais qui pourra être négatif en fonction des mots utilisés dans le corps du message reçu. Cette base de connaissance devra évoluer avec le temps car les spammeurs réagissent également à ces règles et vous serez amenés, vous ou l'organisme qui gère vos courriers, à l'améliorer en soumettant les spams qui n'ont pas été détectés, tout comme ceux qui ont été faussement détectés à un programme d'apprentissage dénommé sa-learn qui réside sur le serveur de votre messagerie et non sur votre client de messagerie. Autrement dit, il ne vous sera pas si facile d'améliorer son efficacité si vous n'accédez pas à ce serveur et vous serez le plus souvent réduit à trier les spams en utilisant les options de filtrage de votre client de messagerie.
En pratique, il est souvent proposé de trier vos messages en deux classes, une première où sont regroupés les messages dont le score est par exemple supérieur à 12 qui iront directement à la poubelle
et une seconde (dont les scores iront de 5 à 12) dont vous devrez extraire les faux négatifs.
En France, la législation autorise le spam sous certaines conditions d'inscription de mentions légales comme de la possibilité de désinscription d'une « campagne » publicitaire. Pour autant, vous avez également le droit de mettre ces prospectus à la poubelle, et d'effectuer ce tri de manière automatique. Ainsi, en ajoutant au fichier de filtrage anglais de Spamassassin des règles qui détectent la phrase légale « Conformément » ou « En vertu » de « la loi » et d'autres règles spécifiques au français de France et en leur donnant des scores appropriés vous obtiendrez un filtrage bien plus approprié comme on peut le voir sur cet exemple.
Le filtrage le plus efficace restera néanmoins celui du filtrage bayésien car il est spécifique de votre profil de récipiendaire qui lui-même est, pour partie, construit par les spammeurs à partir de vos errances sur le Web et des adresses électroniques qui ont été vendues ou volées à votre insu.